# Ejido Guadalajara
Ejido Guadalajara es una localidad rural situada en el municipio de Mexicali en el estado mexicano de Baja California. En el año 2020 había alrededor de 460 habitantes en la localidad.

## Localización
Ejido Guadalajara se localiza en el noreste del municipio de Mexicali. Se ubica en las coordenadas 32°32′43″N 114°51′56″O / 32.54528, -114.86556, a una altura media de 26 metros sobre el nivel del mar.

## Demografía
Según el censo de población del año 2020, en la localidad de Ejido Guadalajara hay un total de 460 habitantes, 246 mujeres y 214 hombres.
La localidad cubre un área de 0.50 km², y hay una densidad de población de 920.0 habitantes por kilómetro cuadrado.
Tiene un índice de fecundidad de 2.36 hijos por mujer; hay un grado promedio de escolaridad de 8.95 años.
| Gráfica de evolución de Ejido Guadalajara entre 1940 y 2020 |
|                                                             |
| Fuente: Instituto Nacional de Estadística y Geografía       |